# Cờ tướng
Cờ tướng còn gọi là Cờ tướng Trung Quốc (tiếng Trung: 象棋; bính âm: Xiàngqí, Hán-Việt: Tượng kỳ, tiếng Anh: Chinese Chess hoặc Xiangqi) để phân biệt với cờ tướng Triều Tiên (janggi) và cờ tướng Nhật Bản (shogi), là một trò chơi board game dành cho hai người có nguồn gốc từ Trung Quốc. Đây là loại cờ phổ biến tại các nước như Trung Quốc, Đài Loan, Việt Nam và những nơi có cộng đồng người Hoa sinh sống.
Trò chơi này mô phỏng cuộc chiến giữa hai quốc gia, với mục tiêu là bắt được Tướng của đối phương. Các đặc điểm khác biệt của cờ tướng so với các trò chơi cùng họ là: các quân đặt ở giao điểm các đường thay vì đặt vào ô, quân Pháo phải nhảy qua 1 quân khi ăn quân, các khái niệm sông và cung nhằm giới hạn các quân Tướng, Sĩ và Tượng. Cờ tướng với phiên bản hiện đại mà chúng ta biết ngày nay có từ thời Nam Tống.

## Giới thiệu

Bàn cờ tướng

### Mục đích của ván cờ
Ván cờ được tiến hành giữa hai người, người cầm quân Đỏ (hoặc Trắng) đi trước, người cầm quân Đen (hoặc Xanh) đi sau. Mục đích của mỗi người là tìm mọi cách đi quân trên bàn cờ theo đúng luật để chiếu hết quân Tướng của đối phương.

### Bàn cờ và quân cờ
Bàn cờ là hình chữ nhật do 9 đường dọc và 10 đường ngang cắt nhau vuông góc tại 90 điểm hợp thành. Một khoảng trống gọi là sông nằm ngang giữa bàn cờ, chia bàn cờ thành hai phần đối xứng bằng nhau. Mỗi bên có một Cửu cung hình vuông do 4 ô hợp thành tại các đường dọc 4, 5, 6 kể từ đường ngang cuối của mỗi bên, trong 4 ô này có vẽ hai đường chéo nhằm hạn chế nước đi của các quân Tướng và Sĩ.
Theo quy ước, khi bàn cờ được quan sát chính diện, phía dưới sẽ là quân Đỏ, phía trên sẽ là quân Đen. Các đường dọc bên Đỏ được đánh số từ 1 đến 9 từ phải qua trái còn bên Đen thì ngược lại.
Mỗi ván cờ lúc bắt đầu phải có 32 quân cờ chia đều cho mỗi bên gồm 16 quân Đỏ và 16 quân Đen, gồm bảy loại quân. Tuy tên quân cờ của mỗi bên có thể viết khác nhau (ký hiệu theo chữ Hán) nhưng giá trị và cách đi quân của chúng lại giống nhau hoàn toàn. bảy loại quân có ký hiệu và số lượng cho mỗi bên như sau:
| Quân  | Ký hiệu          | Số lượng | Giá trị                            |
| ----- | ---------------- | -------- | ---------------------------------- |
| Tướng | Tướng(hoặc Soái) | 1        |                                    |
| Sĩ    | Sĩ               | 2        | 2                                  |
| Tượng | Tượng            | 2        | 2                                  |
| Xe    | Xe               | 2        | 9                                  |
| Pháo  | Pháo             | 2        | 4.5                                |
| Mã    | Mã               | 2        | 4                                  |
| Tốt   | Tốt (hoặc Binh)  | 5        | 1 (chưa qua sông), 2 (đã qua sông) |

## Lịch sử
Các loại cờ cổ theo kiểu mô phỏng chiến trận và chiến thuật đã có tại Trung Hoa vào thời Chiến Quốc. Theo Murray thì một trò chơi có tên gọi "tượng kỳ" đã được đề cập đến ở thời Chiến Quốc; theo tài liệu ở thế kỷ I TCN có tên Thuyết Uyển (說苑), đây là một thú vui của Mạnh Thường Quân. Tuy nhiên không thấy mô tả luật của trò chơi này và cũng không có gì đảm bảo nó có quan hệ với cờ tướng hiện đại. Bắc Chu Vũ Đế viết một cuốn sách vào năm 569 có tên Tượng kinh. Cuốn sách đó mô tả luật của một trò chơi dựa trên thiên văn học có tên tượng kỳ hoặc tượng hí (象戲).
Vì những lý do đó, Murray đưa ra giả thuyết "tại Trung Quốc [cờ tướng] đã chiếm lấy bàn cờ và tên gọi một trò chơi có tên tượng kỳ với nghĩa là 'trò chơi thiên văn học', đại diện cho những chuyển động rõ ràng của các vật thể thiên văn học có thể nhìn được bằng mắt trần trên bầu trời đêm và những tài liệu Trung Quốc cổ xưa đề cập đến tượng kỳ với nghĩa trò chơi thiên văn học chứ không phải cờ tướng". Tuy nhiên, sự liên hệ giữa tượng và thiên văn học không thật sự đáng kể và sự nảy sinh việc các chòm sao được gọi là "hình tượng" trong ngữ cảnh thiên văn học cũng ít có khả năng hơn; cách sử dụng này có thể khiến một số tác giả Trung Hoa cổ đưa ra giả thuyết rằng tượng kỳ băt đầu là mô phỏng của thiên văn học.

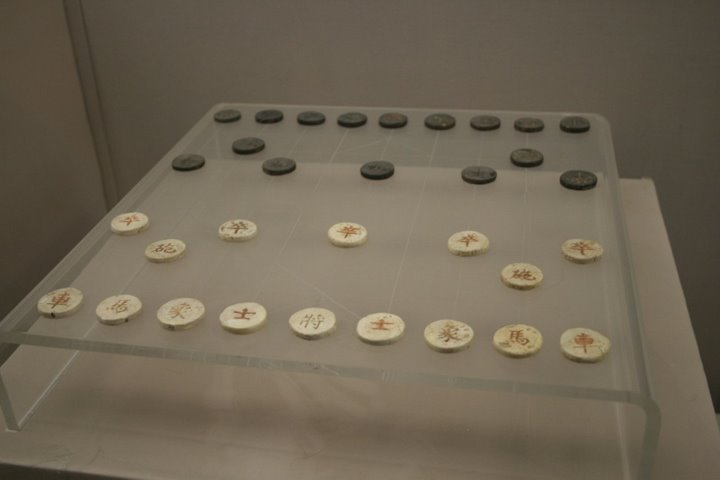
Những quân cờ tướng từ thời nhà Tống

Để củng cố cho luận điểm của mình, Murray dẫn ra một nguồn Trung Hoa cổ nói rằng trong cờ tướng cổ (cờ tướng hiện đại có thể đã sử dụng một số luật của nó) những quân cờ có thể xáo trộn được. Đặc điểm này không có ở cờ tướng hiện đại. Murray cũng viết rằng Trung Hoa cổ có nhiều hơn một trò chơi với tên tượng kỳ.
Theo một giả thuyết khác, sự phát triển của cờ tướng được bắt nguồn từ Saturanga, một loại cờ cổ được phát minh ở Ấn Độ từ thế kỷ V đến thế kỷ VI (trước cờ tướng khoảng 200 năm). Saturanga được phát minh từ Ấn Độ, sau đó đi về phía Tây, trở thành cờ vua và đi về phía Đông trở thành cờ tướng. Loại cờ hiện đại có từ khoảng thế kỷ VII ở Trung Quốc.
Cờ tướng cổ đại không có quân Pháo và sông. Các nhà nghiên cứu đều thống nhất là quân Pháo được bổ sung từ cuối thời nhà Đường và hoàn thiện như ngày hôm nay vào thời nhà Tống bởi cho tới thời đó, con người mới tìm ra vũ khí pháo để sử dụng trong chiến tranh.
Tuy nhiên, người Trung Hoa đã cải tiến bàn cờ Saturanga như sau:
- Họ không dùng "ô", không dùng hai màu để phân biệt ô, mà họ chuyển sang dùng "đường" để đặt quân và đi quân. Chỉ với động tác này, họ đã tăng thêm số điểm đi quân từ 64 của Saturanga lên 81.
- Đã là hai quốc gia đối kháng thì phải có biên giới rõ ràng, từ đó, họ đặt ra "hà", tức là sông. Khi "hà" xuất hiện trên bàn cờ, 9 điểm đặt quân nữa được tăng thêm. Như vậy, bàn cờ tướng bây giờ đã là 90 điểm so với 64, đó là một sự mở rộng đáng kể. Tuy nhiên, diện tích chung của bàn cờ hầu như không tăng mấy (chỉ tăng thêm 8 ô) so với số điểm tăng lên tới một phần ba.
- Đã là quốc gia thì phải có cung cấm (宮) và không thể đi khắp bàn cờ như kiểu Saturanga được. Thế là "Cửu cung" đã được tạo ra. Điều này thể hiện tư duy phương Đông hết sức rõ ràng.
- Bàn cờ Saturanga có hình dáng quân cờ là những hình khối, nhưng cờ Tướng thì quân nào trông cũng giống quân nào, chỉ có mỗi tên là khác nhau, lại được viết bằng chữ Hán. Đây có thể là lý do khiến cờ tướng không được phổ biến bằng cờ vua, chỉ cần liếc qua là có thể nhận ra đâu là Vua, đâu là Hoàng hậu, kỵ sĩ, v.v. Tuy nhiên, đối với người Trung Hoa thì việc thuộc mặt cờ này là không có vấn đề gì khó khăn. Gần đây ngày càng có nhiều ý kiến đề nghị cải cách hình dáng các quân cờ tướng và trên thực tế người ta đã đưa những phác thảo của những bộ quân mới bằng hình tượng thay cho chữ viết, nhất là khi cờ tướng được chơi ở những nước không sử dụng tiếng Trung.
- Với sự thay đổi bố cục bàn cờ, người Trung Hoa đã phải có những điều chỉnh để lấy lại sự cân bằng cho bàn cờ. Đó chính là những ngoại lệ mà người chơi phải tự nhớ. (Xem thêm phần Mã, Tướng).

## Xuất xứ tên gọi
Người Trung Hoa đặt tên cho cờ này là Tượng kỳ (象棋) với ý nghĩa cờ hình tượng (theo chữ Hán) chứ không phải vì có quân tượng (voi) trên bàn cờ. Cũng có một số tài liệu lý giải rằng, vì Trung Hoa trước thời nhà Nguyên (1271-1368)... thì không có voi, khi họ tiếp nhận Saturanga thấy trong các quân cờ có quân voi lạ nên người Trung Hoa bèn gọi là "tượng kỳ" để kỷ niệm một loại cờ lạ có con voi. Như thế có người suy ra "tượng kỳ" có nghĩa là cờ voi.
Trong tiếng Việt, từ trước tới nay trò chơi này được gọi là cờ tướng do trong bàn cờ quân Tướng là quan trọng nhất.

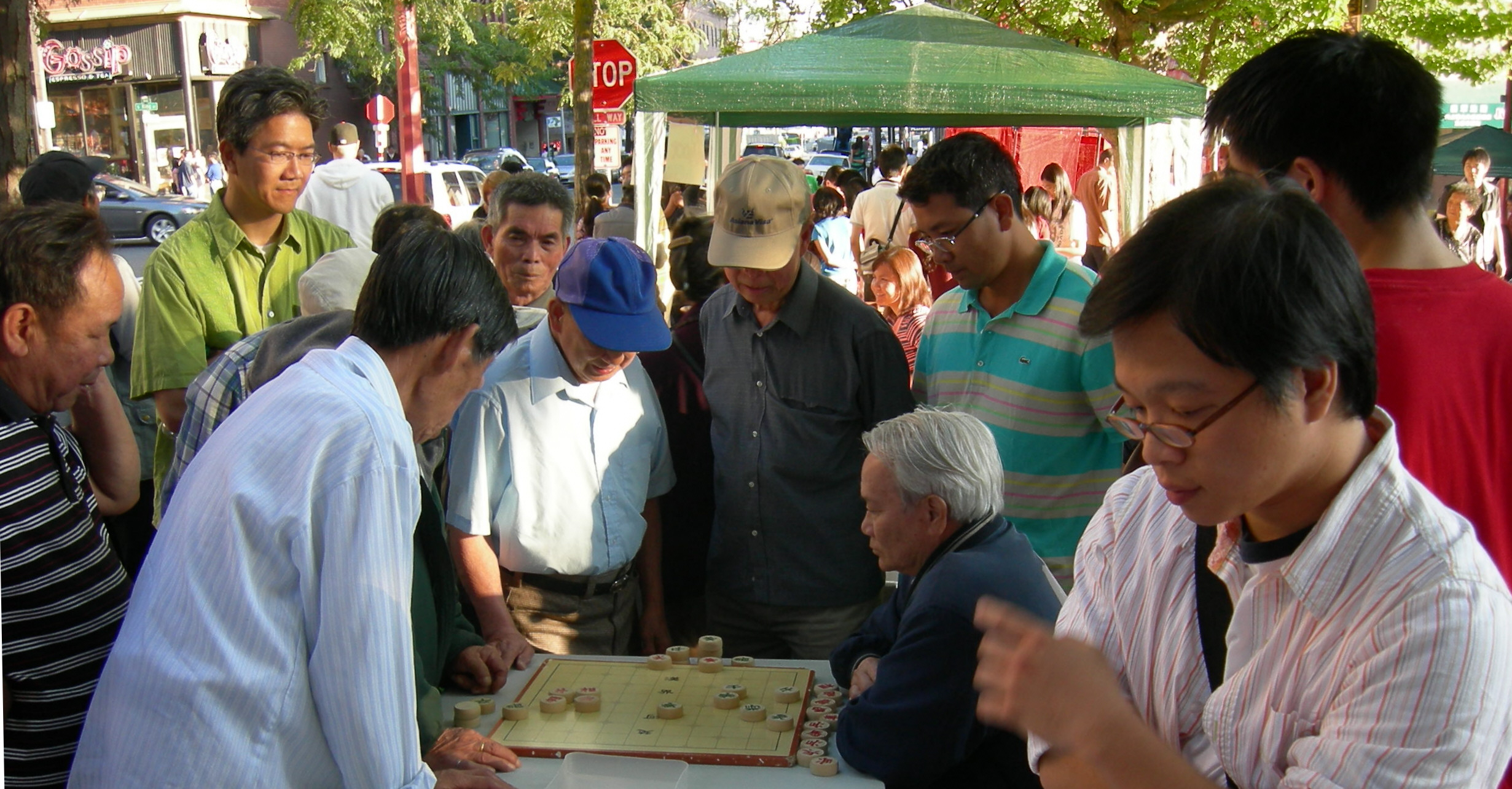
Chơi cờ tại Seattle, Hoa Kỳ

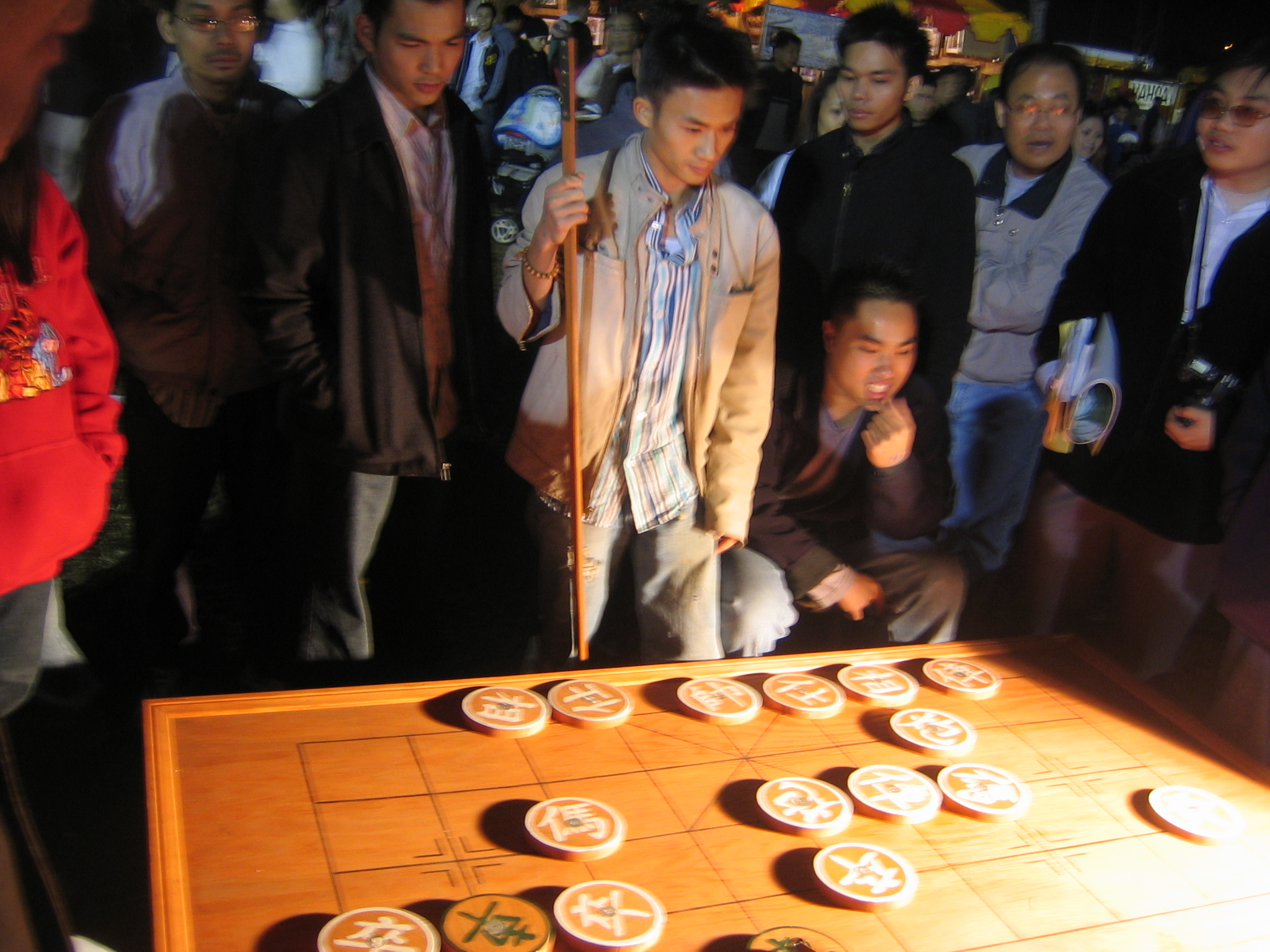
Một thanh niên người Mỹ gốc Việt chơi cờ tướng trên một bàn cờ khổng lồ tại hội chợ Tết ở Orange County, California, Hoa Kỳ

## Các quân cờ

### Tướng/Soái (帥/將)

Tướng

Quân Tướng đi ngang (dọc) 1 ô mỗi nước và chỉ đi trong cung. Hai quân Tướng không được phép đứng cùng một cột mà không có quân cờ nào che chắn ở giữa chúng (luật "lộ mặt"). Trong nhiều tình huống, đặc biệt khi cờ tàn thì luật "lộ mặt" lại tỏ ra rất khỏe, khi Tướng lúc này mạnh gần tương đương Xe.

### Sĩ (仕/士)

Sĩ

Quân Sĩ đi chéo 1 ô mỗi nước và cũng chỉ đi trong cung như Tướng. Như vậy, cửu cung của mỗi bên có tất cả 5 vị trí hợp lệ mà Sĩ có thể đứng được. Sĩ là quân cờ yếu nhưng có vai trò rất quan trọng trong việc bảo vệ Tướng, mất Sĩ (gãy Sĩ) sẽ là nguy hiểm khi đối phương còn đủ 2 Xe. Việc dùng 1 Pháo đổi 2 Sĩ rồi dùng 2 Xe hoặc kết hợp Xe, Mã, Tốt tấn công là chiến thuật thường thấy. Khi cờ tàn còn Pháo thì phải chú ý bảo vệ Sĩ vì Sĩ còn hỗ trợ Pháo tấn công.

### Tượng/Tịnh (相/象)

Tượng

Quân Tượng đi chéo 2 ô mỗi nước và không đi qua sông. Như vậy, nửa bàn cờ mỗi bên có tất cả 7 vị trí hợp lệ mà Tượng có thể đứng được. Tượng sẽ không thể đi được nếu có một quân cờ bất kỳ nằm trên đường đi, khi đó gọi là "Tượng bị cản" và vị trí cản được gọi là "mắt Tượng" hoặc "chân Tượng". Tượng có vai trò bảo vệ Tướng từ xa, mất Tượng (gãy Tượng) sẽ là nguy hiểm khi đối phương còn đủ 2 Pháo và rất khó để giữ được quân Tượng còn lại. Việc dùng 1 Mã đổi 2 Tượng rồi dùng 2 Pháo hoặc kết hợp Xe, Pháo, Tốt tấn công là chiến thuật thường thấy. Tượng mạnh hơn Sĩ một chút.

### Xe/Xa (俥/車)

Xe

Quân Xe đi ngang hoặc dọc không giới hạn trên bàn cờ. Xe được coi là quân cờ mạnh nhất. Giá trị của Xe thường tính là bằng 2 Pháo hoặc Pháo Mã.
Khai cuộc hai bên thường tranh thủ đưa các quân Xe ra các đường dọc thông thoáng, dễ phòng thủ và tấn công.

### Pháo (炮/砲)

Pháo

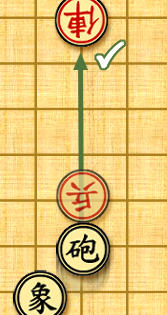
Nước ăn quân hợp lệ của Pháo

Quân Pháo đi ngang và dọc không giới hạn như Xe. Điểm khác biệt là Pháo muốn ăn quân thì nó phải nhảy qua đúng 1 quân nào đó (gọi là ngòi). Trừ trường hợp trên, Pháo cũng không được phép nhảy qua đầu các quân khác khi không ăn.
Cờ tướng cổ đại không có quân Pháo. Các nhà nghiên cứu đều nhất trí là quân Pháo được bổ sung từ cuối thời nhà Đường. Đây là quân cờ ra đời muộn nhất trên bàn cờ tướng vì tới thời đó, pháo được sử dụng trong chiến tranh với hình thức là máy bắn đá. Bấy giờ, từ Pháo (砲) trong chữ Hán được viết với bộ "thạch", nghĩa là đá. Cho đến đời nhà Tống, khi loại pháo mới mang thuốc nổ được phát minh thì từ Pháo (炮) được viết với bộ "hỏa". Hiện nay, có nhiều bộ cờ tướng thiết kế quân Pháo không có bộ "thạch" hoặc bộ "hỏa" (包).
Do đặc điểm phải có ngòi khi tấn công, Pháo thường dùng Tốt của quân mình để tấn công trong khai cuộc, hoặc dùng chính Sĩ hay Tượng của mình làm ngòi để chiếu hết tướng đối phương trong tàn cuộc.
Trên thực tế thì có tới 70% khai cuộc là dùng Pháo đưa vào giữa dọa bắt tốt đầu của đối phương, gọi là thế Pháo đầu hay Trung pháo. Đối phương có thể dùng Pháo đối lại cũng vào giữa. Nếu bên đi sau đưa Pháo cùng bên với bên đi trước thì khai cuộc gọi là trận Thuận Pháo, đi Pháo vào ngược bên nhau gọi là trận Nghịch Pháo (hay Liệt Pháo).

### Mã (傌/馬)

Mã

Quân Mã đi ngang (hay dọc) 1 ô và chéo (theo cùng hướng đi trước đó) 1 ô. Nếu có một quân cờ bất kỳ nằm trên đường đi thì "Mã bị cản" không đi được và vị trí cản gọi là "chân Mã".

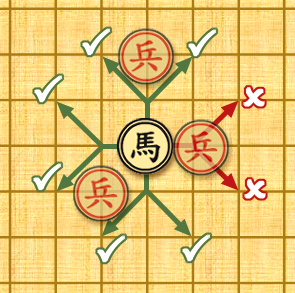
Nước đi và nước cản của Mã

Mã do không đi thẳng, lại có thể bị cản nên mức độ cơ động của quân này kém hơn Xe và Pháo. Khi khai cuộc, Mã kém hơn Pháo vì có ít vị trí cơ động được. Khi tàn cuộc, bàn cờ ít quân hơn, Mã trở nên mạnh hơn Pháo.

### Tốt/Binh (兵/卒)

Tốt

Quân Tốt đi 1 bước. Nếu Tốt chưa qua sông, nó chỉ được đi thẳng. Nếu Tốt đã qua sông thì được đi ngang hoặc thẳng, không được đi lùi. Khi đi đến đường biên ngang cuối cùng bên phần sân đối phương, lúc này, chúng được gọi là Tốt lụt, và chỉ có thể đi ngang theo hàng ngang đó 1 bước.
Trong khai cuộc, việc thí Tốt là chuyện tương đối phổ biến. Ngoại trừ việc phải bảo vệ Tốt đầu, các quân Tốt khác thường xuyên bị xe pháo mã ăn mất. Việc mất mát một vài Tốt ngay từ đầu cũng được xem như việc thí quân. Đến cờ tàn, giá trị của Tốt tăng nhanh và số lượng Tốt khi đó có thể đem lại thắng lợi hoặc chỉ hòa cờ. Khi đó việc đưa được Tốt qua sông và tới gần cung Tướng của đối phương trở nên rất quan trọng. Tốt khi đến tuyến áp đáy, ép sát cung Tướng thì Tốt mạnh như Xe. Việc dùng 1 Tốt đã qua sông đổi 1 Sĩ hoặc 1 Tượng đối phương để làm suy yếu khả năng phòng thủ là chiến thuật thường thấy.

## Các luật khác
- Khác với cờ vua, khi một bên hết nước đi hợp lệ, thì bên còn lại thắng (bức tử).
- Khi cả hai bên hết khả năng chiếu hết Tướng của đối phương, ván cờ sẽ được xử hoà.
- Khi một thế cờ được lặp lại nhiều lần mà không phát sinh lỗi (bất biến), ván cờ sẽ được xử hoà (trừ khi một bên có biến hoá mới).
- Khác với cờ vua, khi một bên chiếu mãi Tướng của đối phương mà không thay đổi nước đi thì bên đó vi phạm luật chơi và bị xử thua. Tuy nhiên nếu một bên áp dụng 'nhất chiếu nhất cách' (chiếu Tướng một lần sau đó lại đi một nước khác nước chiếu Tướng, và cứ liên tục như vậy) thì ván cờ sẽ được xử hoà (theo luật bất biến).
- Luật bắt quân liên tục (luật trường tróc): Trừ Tướng ra thì việc dùng một hay nhiều mẫu quân để dọa bắt quân của đối phương liên tục khi quân đó không thể bắt lại quân của mình hoặc quân đó chưa có quân khác bảo vệ là vi phạm luật chơi. Trường hợp quân bị dọa bắt là quân Tốt chưa sang sông thì không vi phạm.

## Ký hiệu các vị trí trên bàn cờ
.Để ký hiệu vị trí trên bàn cờ, người ta đánh số từ 1 đến 9 cho đường dọc, và đặt tên cho đường ngang gọi là các tuyến cho hai bên người chơi,

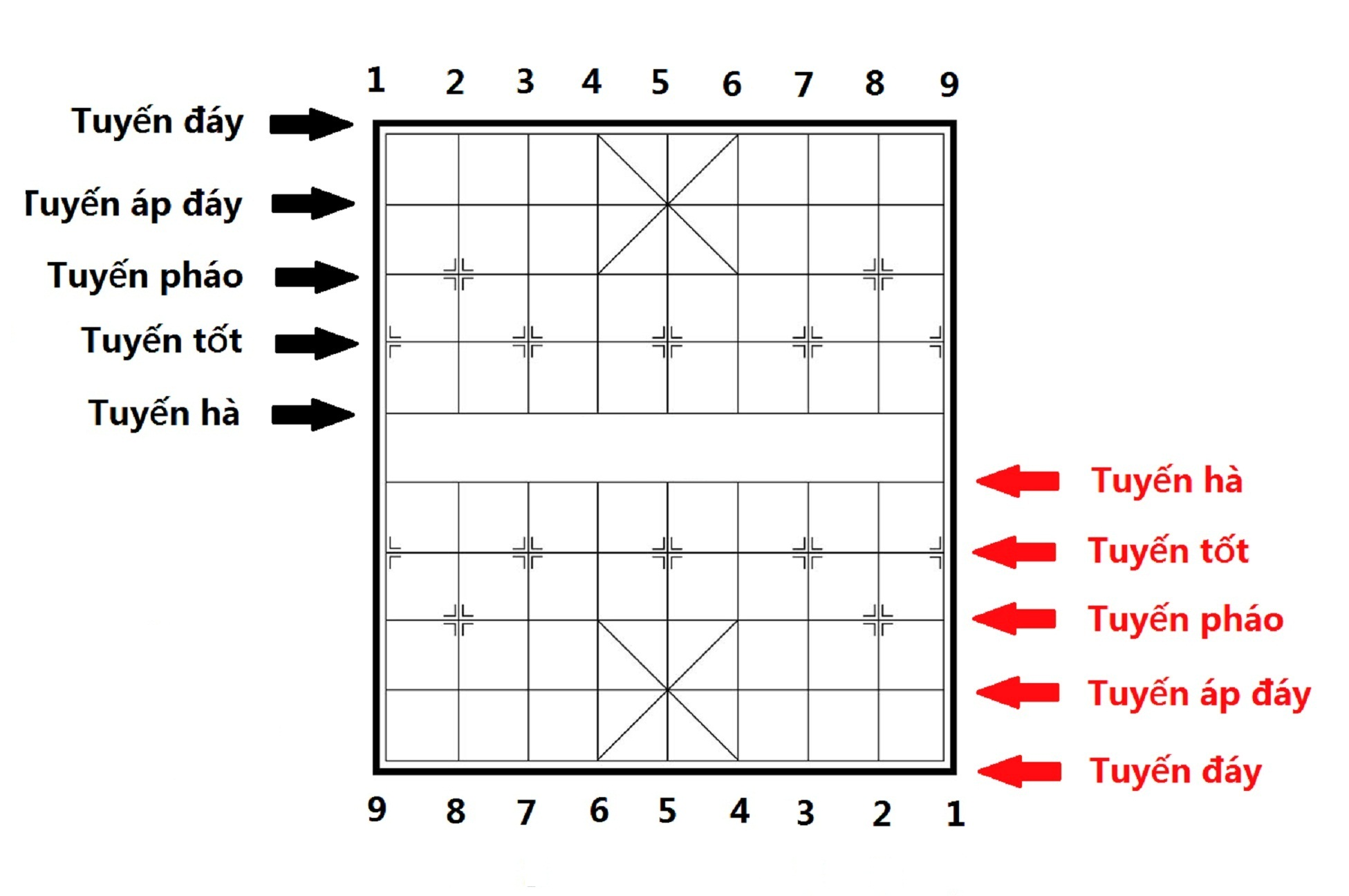

### Đường dọc (Lộ)
Vị trí của đường dọc được ký hiệu bằng các chữ số Ả rập hoặc chữ số Trung Quốc từ 9 đến 1 từ phải qua trái theo hướng nhìn của mỗi người chơi.

### Đường ngang (Tuyến)
Vị trí đường ngang được ký hiệu bằng tên các tuyến mỗi bên gồm có 5 tuyến từ tuyến hà đến tuyến đáy.

## Cách ghi nước đi
Trong các thế cờ, để ghi lại vị trí và sự dịch chuyển quân cờ, người ta thường ghi lại các nước đi như sau:
- Dấu chấm (.) là tấn
- Dấu gạch ngang (–) là bình
- Dấu gạch chéo (/) là thoái

Các quân cờ được viết tắt như sau:
- Tướng là Tg
- Sĩ là S
- Tượng là T (trước đây là V (Voi))
- Xe là X
- Pháo là P
- Mã là M
- Tốt hoặc Binh là B

### Hệ thống 1: The Chess of China của Dennis A. Leventhal
Các đường ngang của bàn cờ được đánh số từ 1 đến 10 từ gần nhất đến xa nhất, theo sau là một chữ số 1 đến 9 cho các đường dọc từ phải sang trái cho mỗi bên. Mỗi nước được ghi theo thứ tự: số thứ tự nước đi, tên quân cờ, vị trí đường ngang cũ, vị trí đường dọc cũ, vị trí đường ngang mới, vị trí đường dọc mới.
Ví dụ, nước đầu, Đỏ đi Pháo từ (3; 2) đến (3; 5), bên Đen Mã từ (1; 8) đến (3; 7) thì ghi:
1. P(32)–35 M(18)–37

Nước thứ hai, Đỏ đưa Pháo từ (3; 8) đến (2; 8), Đen đưa Tốt từ (4; 7) đến (5; 7)
1. P(38)–28 B(47)–57

### Hệ thống 2: A Manual of Chinese Chess của Charles Fred Wilkes
Đây là hệ thống ghi chép được dùng phổ biến ở Việt Nam. Mỗi nước được ghi theo thứ tự: số thứ tự nước đi, tên quân cờ, vị trí cũ, hướng dịch chuyển và số bước di chuyển/vị trí mới. Ví dụ, nước đầu, Đỏ đi Pháo 2 bình 5, bên Đen mã 8 tấn 7 thì ghi:
1. P2–5 M8.7

Nước thứ hai, Đỏ đưa Pháo ở cột 8 lùi 1 bước, Đen đưa Tốt cột 7 lên một bước.
1. P8/1 B7.1

Nếu 2 Pháo (hay Mã, Xe) nằm trên một đường thì ghi Pt (hoặc Mt, Xt) là Pháo trước (hoặc Mã trước, Xe trước), Ps (hoặc Ms, Xs) là Pháo sau (hoặc Mã sau, Xe sau).
Trong trường hợp cả 5 quân Tốt (Binh) nằm trên cùng một cột thì ký hiệu:
- Tốt trước/Binh trước (Bt)
- Tốt trước giữa/Binh trước giữa (Btg)
- Tốt giữa/Binh giữa (Bg)
- Tốt sau giữa/Binh sau giữa (Bsg)
- Tốt sau/Binh sau (Bs)

### Hệ thống 3: Trước năm 1955 và các giải đấu dành cho các đấu thủ không phải là gốc Hoa và gốc Việt
Ký hiệu của một quân cờ được lấy là chữ cái đầu của tên các quân cờ, riêng quân Tốt thì không lấy chữ cái nào cả.
Quy tắc thống nhất đối với tất cả các nước:
- đặt tên các cột từ a đến i từ bên tay trái sang bên phải theo phía người cầm quân Trắng,
- đánh số các hàng từ 1 đến 10 (từ phía quân Trắng sang quân Đen).

Tên một ô là sự kết hợp tên một cột với số của một hàng.
Mỗi nước được ghi theo thứ tự: tên quân cờ, ô xuất phát, ô đến.
Ví dụ, nước đầu, Đỏ đi Pháo từ h3 đến e3, bên Đen Mã từ h9 đến g8 thì ghi:
1. Ph3–e3 Mh9–g8 hay Phe3 Mg8

Ví dụ về trường hợp chiếu hết chỉ sau 4 nước:
1. Pbe3 Phe8
2. Ph6? Pb4?
3. Pxe7+? Pexe4??
4. Phe6#

Nước ăn quân thường được ký hiệu bằng dấu nhân (x). Nước chiếu Tướng có ký hiệu là dấu cộng (+), nước chiếu đôi (hai quân cùng chiếu Tướng) có ký hiệu là hai dấu cộng (++) và chiếu hết có ký hiệu là dấu thăng (#).

## Các giai đoạn của một ván cờ
Người ta thường chia ván cờ ra làm ba giai đoạn: khai cuộc, trung cuộc và tàn cuộc.

### Khai cuộc
Thường khai cuộc được tính trong khoảng 5-12 nước đầu tiên. Các nghiên cứu mới cho biết khai cuộc đóng góp rất quan trọng vào khả năng thắng của một ván cờ. Khai cuộc có thể đóng góp đến 40% trong khi trung cuộc và tàn cuộc đóng góp 30% mỗi giai đoạn.
Có rất nhiều dạng khai cuộc khác nhau, nhưng nói chung, có thể chia khai cuộc thành hai loại chính: khai cuộc Pháo đầu và khai cuộc không Pháo đầu.

### Trung cuộc
Khai cuộc và tàn cuộc do có vị trí và số lượng quân cờ có thể quy chung về một số dạng chính nên người ta đã nghiên cứu và tổng kết được các dạng như trên. Còn ở trung cuộc, thế cờ lúc này theo kiểu "trăm hoa đua nở" nên chủ yếu vận dụng các chiến thuật cơ bản như: 
- Lưỡng chiếu: 2 quân cờ chiếu cùng lúc
- Bắt đôi: cùng một lúc đuổi bắt hai quân.
- Nội kích: đánh từ phía trong.
- Kích thẳng vào Tướng.
- Tả hữu giáp công: kích vào cả hai cánh cùng một lúc.
- Chiếu tướng bắt quân.
- Điệu hổ ly sơn: làm cho một quân hay Tướng phải rời vị trí của nó.
- Dẫn dụ: đây là đòn thu hút quân đối phương đến vị trí dễ bị công kích hoặc bị vây hãm, sau đó kết hợp với chiến thuật bịt chắn lối đi, đường rút của đối phương.
- Tạo ách tắc: dùng chiến thuật thí quân để gây ách tắc, hết đường cựa của đối phương.
- Ngăn trở, chia cắt: đòn này thường dùng cách thí quân để làm sự liên lạc giữa các quân bị cắt đứt.
- Khống chế: chiến thuật này ngằm ngăn trở tầm hoạt động và sự cơ động của đối phương.
- Dịch chuyển: chiến thuật này chú ý đến sự linh hoạt của các quân.
- Bao vây.
- Trợ sức: các quân trợ sức cho nhau để cùng chiếu.
- Vu hồi: đánh vòng từ phía sau.
- Qua lại: chiến thuật này dùng để thủ thế hay công sát.
- Quấy nhiễu.
- Vây điểm diệt viện: vây chặt quân nào đó của đối phương rồi đánh quân tới cứu viện.
- Nước đợi chờ: đi nước không có tác dụng để nhường đối phương, làm đối phương hết nước đi mà thua cờ.
- Giam quân: khi một bên đang trong tình thế nguy hiểm, nhưng sử dụng một nước khéo léo giam quân mạnh của đối phương (có thể dùng cách thí quân), sau đó dùng các quân còn lại để gỡ bí.
- Vừa đỡ vừa chiếu lại.
- Vừa đỡ vừa trả đòn.

### Trung tàn
Trung tàn là giai đoạn giữa Trung cuộc sắp chuyển sang giai đoạn Tàn cuộc, ở giai đoạn này hai bên thường bị mất một hoặc hai xe, khi hai người chơi đều đổi cả hai quân xe thì các kỳ thủ thường gọi vui là Cờ đi bộ vì khi đó ván cờ sẽ chơi theo đường dài.

### Tàn cuộc
Tàn cuộc là giai đoạn tổng số quân cờ, đặc biệt là quân tấn công (Xe, Pháo, Mã, Tốt) cả hai bên còn rất ít. Tàn cuộc chia làm ba loại,
1, Cờ tàn thực dụng loại cờ tàn mà thắng thua được các chuyên gia nghiên cứu và giải thích rõ ràng,
2, Cờ tàn thực chiến loài này đa biến phức tạp và thắng thua khó có thể phân định được rõ ràng,
3, Cờ tàn nghệ thuật loài này được gọi là Cờ thế nó cũng được coi là cờ tàn nhưng được sắp xếp các quân cờ thành những dạng độc đáo và thường có tính chất nghệ thuật cao.

### Sát cuộc
"Sát cuộc" là khái niệm chỉ một hình cờ trong bất kỳ giai đoạn nào (khai - trung - tàn) của một ván cờ. Hình cờ này thể hiện quân Tướng của một bên đã bị chiếu hết hoặc đang ở tình trạng bị hai hoặc nhiều quân cờ của bên còn lại kết hợp đe dọa chiếu hết trong một hoặc nhiều nước kế tiếp mà không có cách nào để hóa giải.

## Các hình thức chơi cờ tướng khác

### Cờ bỏi
Cờ bỏi cũng là một hình thức đánh cờ, nhưng bàn cờ sẽ là một cái sân rộng có kẻ ô, các quân cờ được ghi lên các tấm biển bằng gỗ, gắn vào các cột dài chừng 1 mét có đế được đặt lên các vị trí trên sân. Người chơi phải tự nhấc quân cờ để đi, trước khi đi quân, phải có hiệu lệnh bằng trống bỏi. Từng đôi một vào thi đấu ở sân cờ. Thực chất đây là một bàn cờ lớn và nhiều người có thể cùng xem được.

### Cờ người
Trong các lễ hội dân gian vùng đồng bằng Bắc Bộ, cờ người là một trong những cuộc thi đấu thu hút được rất nhiều người đến xem và cổ vũ. Thông thường, nơi diễn ra trận cờ người là sân đình của làng. Quân cờ là những nam thanh nữ tú được làng kén chọn, vừa phải đẹp người, vừa phải đẹp nết. Tướng được phục trang như sau: đội mũ tướng, soái, mặc triều phục bá quan văn võ, chân đi hài thêu, lọng che. Sĩ đội mũ cánh chuồn có tua vàng. Mỗi người trong đội cờ cầm một chiếc trượng phía trên có gắn biểu tượng quân cờ được trạm trổ tinh xảo, sơn son thếp vàng lộng lẫy. Đội nam mặc áo đỏ, đội nữ mặc áo vàng với thắt lưng theo lối xưa.
Trước khi vào vị trí của mỗi người trên sân cờ, cả đội cờ múa theo tiếng trống, đàn, phách. Sau khi quân cờ đã vào các vị trí, một hồi trống dài nổi lên, hai đấu thủ cờ mặc áo dài, khăn xếp xuất hiện để được giới thiệu danh tính, mỗi người cầm một cây cờ đuôi nheo ngũ sắc nhỏ để chỉ huy trận đánh. Quanh sân, hàng trong thì khán giả ngồi, hàng ngoài đứng, chăm chú thưởng thức ván cờ và bàn tán râm ran. Khi cờ đến hồi gay cấn, cả sân xôn xao, một nước xuất thần, cả sân đều ồ lên khoái trá. Nếu quân cờ nào đó đi hơi chậm là có tiếng trống bỏi lanh canh vui tai nhắc nhở "cắc...tom tom". Bên lề sân có một cái trống to thỉnh thoảng được gióng lên một hồi điểm cho những nước đi. Khi Tướng bị chiếu, tiếng trống dồn dập, đám đông lại càng đông hơn, đã náo nhiệt lại càng náo nhiệt thêm. Đặc biệt hơn trong một số lễ hội, thỉnh thoảng người ta còn đọc những lời thơ ứng khẩu bình những nước đi trong sân trên chiếc loa ở sân.

### Cờ tưởng
Cờ tưởng là hình thức đánh cờ bằng trí tưởng tượng, không nhìn bàn cờ thật. Các đối thủ không cần phải quay lưng lại với bàn cờ mà ngồi trước một bàn cờ trống (bàn cờ thật được để bên cạnh có ngăn cách). Ngồi đối diện sau những tấm kính, hai kỳ thủ đấu trí với nhau trên bàn cờ tưởng tượng trong trí nhớ rồi viết lên một tờ giấy đưa cho đối thủ xem, sau đó trao cho trọng tài. Mỗi nước đi của vận động viên được ghi lại trên giấy, được thông báo cho đối thủ sau đó đối thủ sẽ truyền cho trọng tài ngồi ở bàn bên cạnh để thực hiện nước đi đó trên bàn cờ cho khán giả thưởng thức. Do bàn trọng tài đặt bên cạnh bàn đấu (có rèm che bàn vận động viên), nên vận động viên không được rời bàn với bất kỳ lý do gì vì sợ họ nhìn lén các nước đã đi của mình. Quốc tế đại sư Tưởng Xuyên của Trung Quốc hiện đang giữ kỷ lục thế giới về cờ tưởng.

### Cờ chấp
- Chấp quân: Quân bị chấp sẽ được bỏ ra ngoài bàn cờ ngay từ đầu. Thường là chấp Xe, Pháo, 2 Mã và 1 Mã.
- Chấp nước đi: Người được chấp sẽ được đi một vài nước trước, rồi mới đến lượt người chấp. Quân đi trước sẽ không được ăn quân hoặc qua sông. Thông thường chấp 1-2-3 nước đi trước, từ chuyên dùng gọi là chấp 1-2-3 tiên. Trên thực tế có thể phối hợp cả hai loại chấp trên, như chấp Mã và đi trước 2 nước (Mã 2 tiên).

### Cờ úp
Cờ úp là hình thức đánh cờ khi mà 15 quân mỗi bên được úp ngược và sắp xếp ngẫu nhiên (trừ quân Tướng được đặt tại vị trí gốc của nó). Khi sắp cờ các quân cờ của mỗi bên xáo trộn ngẫu nhiên, bị úp sau đó sắp theo thế trận cờ tướng thông thường.
Nước đi đầu tiên của quân cờ úp phải tuân theo luật đi của quân cờ tại vị trí mà nó đang chiếm giữ. VD: quân bị úp đang ở vị trí của quân tốt thì phải đi theo nước của quân tốt. Sau khi đi một quân cờ úp thì quân đó sẽ lật ngửa và người chơi sẽ biết được nó là quân nào và từ đó trở đi quân đó đi theo luật của quân cờ ngửa.
Luật bổ sung:
- Các quân Sĩ, Tượng di chuyển theo cách đi gốc trên toàn bộ bàn cờ (không có giới hạn khu vực di chuyển).
- Nếu Tốt xuất phát ở sân nhà, nó chỉ có thể đi thẳng trước khi qua sông. Ngược lại nếu Tốt xuất phát ở sân đối phương thì nó có thể đi thẳng hoặc ngang ngay sau đó.

So với cờ tướng thì cờ úp có nước đi phong phú và đa dạng hơn, vì cờ tướng úp có thêm Sĩ và Tượng chiếu bắt tướng được. Trong tình huống nguy cấp, có thể chỉ cần mở đúng quân cờ sẽ làm thay đổi cục diện ván đấu.

### Cờ Tam quốc
Là loại cờ dành cho 3 người chơi, luật chơi và số quân của mỗi bên như nhau, không khác gì với cờ tướng bình thường. Bàn cờ thường là hình lục giác, bên nào bị mất Tướng trước thì quân bên đó sẽ được sáp nhập vào quân đã chiếm quân đó, nước bị chiếm sẽ bị người chơi của nước chiếm điều khiển tùy ý (tức là một người chơi sẽ có 2 tướng, 4 xe,...). Sau khi có 1 nước chiếm được một nước rồi thì quân bên kia sẽ chơi thế trận 1 chọi 2, bên quân chiếm được hai nước nếu bị chiếm một nước thì vẫn có thể sử dụng nước mình đã chiếm mà chơi tiếp.

### Cờ thế
Chơi cờ thế là hình thức chơi cờ mà bàn cờ lúc ban đầu đã có sẵn các thế cờ, quân cờ đang ở các vị trí như trong một ván cờ dang dở, mức độ thế cờ từ dễ đến khó và người chơi phải thắng hoặc hòa sau một số nước đi được yêu cầu từ trước. Cờ thế hay được thấy ở các lễ hội dân gian.

## Thành ngữ trong cờ tướng
- Cờ bí dí Tốt.
- Cờ tàn, Pháo hoàn.

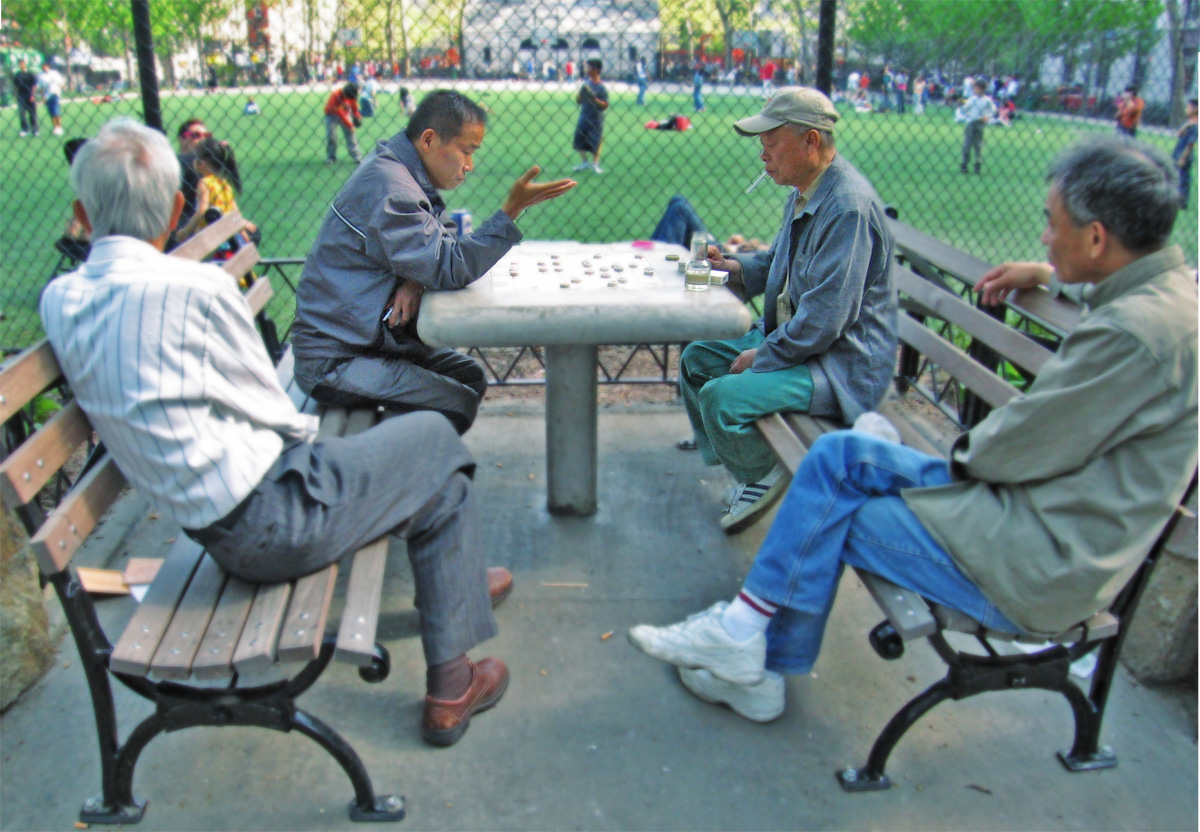
Chơi cờ tướng tại một công viên ở Trung Quốc

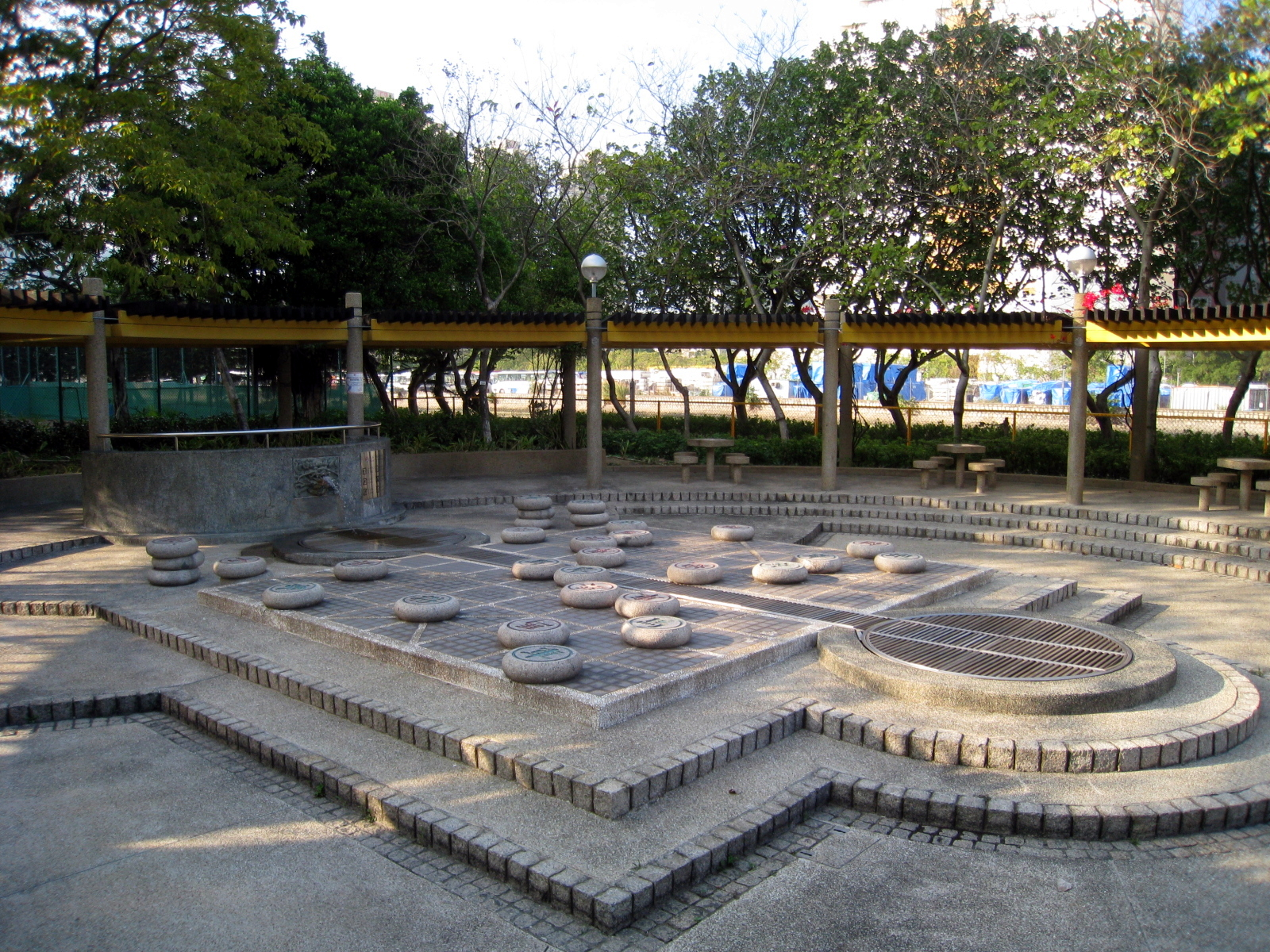
Một bàn cờ đá trong sân chơi ở Trung Quốc

- Được thế bỏ Xe cũng tốt, mất tiên khí tử toi công.
- Hạ thủ bất hoàn.
- Khuyết Sĩ kỵ Mã.
- Khuyết Sĩ kỵ song Xa.
- Khuyết Sĩ kỵ Tốt đâm thọc.
- Khuyết Tượng kỵ Pháo.
- Mã nhập cung Tướng lùng bùng.
- Mã nhật, Tượng điền, Xe liền, Pháo cách.
- Mất Xe không bằng què Tượng.
- Nhất Mã chiếu vô cùng.
- Nhất Mã hoán lưỡng Tượng, kỳ thế tất anh hùng.
- Nhất Sĩ chòi góc, cóc sợ Mã công.
- Nhất Tốt độ hà, bán xa chi lực. (Một tốt qua sông sức mạnh bằng nửa Xe)
- Nhất Xe sát vạn hay Đơn Xa sát vạn tử.
- Pháo gánh, tiền xe hậu pháo
- Pháo đầu xuất Tướng Xe đâm thọc.
- Pháo đầu, Mã đội, Tốt lội sang sông.
- Quan kỳ bất ngữ.
- Sĩ kỵ Xe, Mã kỵ Tượng.
- Tốt nhập cung Tướng khốn cùng. (Ý nói Tốt đối phương)
- Tướng mất Sĩ như đỉ mất váy.
- Xe Mã toàn tài.
- Xe mười Pháo bảy Mã ba.
- Xe Pháo húp cháo.

## Các câu đối và thơ về cờ tướng
- Câu đối:

| Trải Hạ Thu Đông gặp tiết Xuân về càng phấn chấn So Cầm Thi Họa thêm bàn Cờ nữa mới thanh cao. | Tiểu liệt, Đại liệt giao tranh kịch liệt Bình xa, Hoành xa chiến lược cao xa. |

- Thơ:

| Phải nhìn cho rộng suy cho kỹ Kiên quyết không ngừng thế tấn công Lạc nước hai Xe đành bỏ phí Gặp thời một Tốt cũng thành công (Trích bài "Học đánh cờ" trong tập "Nhật ký trong tù" của Hồ Chí Minh) | Thắt lưng hoa lý mắt câu huyền Sĩ Tượng gươm trần gác mỗi bên Em làm bà Tướng lòng anh đó Anh nguyện xin làm phận Tốt đen. (Bài "Hội cờ người" của N.V.C) | Thoạt mới vào chàng liền nhảy ngựa Thiếp vội vàng vén phứa tịnh lên (Thơ Hồ Xuân Hương) |
| Quan kỳ bất ngữ chân quân tử Hạ thủ vô hồi đại trượng phu (Xem cờ không nói mới thật quân tử. Nhấc tay không hoãn mới đúng trượng phu)                                                                | Đừng quen pháo mạnh vọt ngang cung, Mệnh tướng truyền ra sĩ vẫy vùng. Voi ngự thân chinh mang mở nước, Binh triều ngự giá giục sang sông. Xe liên vạn sát kinh tài cả, Mã nhựt song trì mặc sức tung. Sau trước trong tay rành rỏi nước, Cờ cao Hán Tổ dễ đua cùng. (Bài "Vịnh bàn cờ thắng" của Trần Cao Vân) |                                                                                         |

## Kỷ lục cờ tướng
- Chơi cờ tưởng: Ngày 27 tháng 1 năm 2013 Quốc tế Đại sư Trung Quốc Tưởng Xuyên đã thi đấu cờ tưởng với 22 kỳ thủ có đẳng cấp. Kết quả, sau gần 8 giờ đồng hồ (từ 8 giờ 30 phút đến 16 giờ 12 phút) anh đã thắng 16 và hoà 6, không thua ván nào.[cần dẫn nguồn]
- Chơi cờ đồng loạt: Ngày 30 tháng 5 năm 1996, Từ Thiên Hồng, danh thủ cờ tướng Trung Quốc, một mình đấu cùng lúc với 100 đối thủ. Sau 9 giờ 28 phút thi đấu, ông thắng 83 ván, hoà 16 ván và thua 1 ván.

## Các giai thoại về cờ tướng
- Giai thoại "Thua cờ mất Hoa Sơn": Hoa Sơn là một quả núi cao ở Trung Quốc. Ván cờ được chơi giữa một bên là Triệu Khuông Dẫn (Tống Thái Tổ) và một bên là Hy di Đạo sĩ Trần Đoàn.
- Giai thoại "Chuyện ở Bích Mai Trang": Bích Mai Trang là ngôi biệt thự ở bên bờ con sông đào phía bắc kinh thành Huế xưa. Ván cờ được chơi giữa một bên là cụ Trịnh, chủ ngôi biệt thự trên, một lão kỳ thủ trứ danh với cô Trà Hương, một nữ kỳ thủ trẻ.
- Giai thoại "Chu Tấn Trinh đánh cờ": Chu Tấn Trinh là một kỳ thủ trứ danh người Trung Quốc vào thời nhà Minh, ông đã chơi một ván cờ nổi tiếng với vị sư trụ trì ngôi chùa cổ.
- Giai thoại "Ván cờ giữa Cao Bá Quát và vua Tự Đức".

### Các loại cờ khác
- Cờ thế
- Cờ tam quốc
- Cờ úp
- Cờ vua
- Shogi
- Janggi
- Saturanga
- Cờ vây
- Cờ ca-rô
- Cờ gánh
- Cờ toán Việt Nam
- Cờ tư lệnh
- Tic-tac-toe
- Cờ đam
- Cờ tướng 7 người
- Long kì

### Các danh thủ cờ tướng
- Kỳ thủ nam Việt Nam: Mai Thanh Minh, Trềnh A Sáng, Nguyễn Thành Bảo, Uông Dương Bắc, Nguyễn Hoàng Lâm, Lại Lý Huynh, Nguyễn Vũ Quân...
- Kỳ thủ nữ Việt Nam: Lê Thị Hương, Ngô Lan Hương, Hoàng Hải Bình, Lê Thị Kim Loan, Châu Thị Ngọc Giao, Phạm Thu Hà,...
- Kỳ thủ nam Trung Quốc: Dương Quan Lân, Vương Gia Lương, Lý Nghĩa Đình, Hồ Vinh Hoa, Liễu Đại Hoa, Hứa Ngân Xuyên, Từ Thiên Hồng, Triệu Quốc Vinh, Vương Thiên Nhất, Tưởng Xuyên, Mạnh Phồn Duệ, Trịnh Duy Đồng...
- Kỳ thủ nữ Trung Quốc: Đường Đan, Lang Kỳ Kỳ...